# Kanton Châtillon-en-Bazois
Kanton Châtillon-en-Bazois (francouzsky Canton de Châtillon-en-Bazois) je francouzský kanton v departementu Nièvre v regionu Burgundsko. Tvoří ho 15 obcí.

## Obce kantonu
- Achun
- Alluy
- Aunay-en-Bazois
- Bazolles
- Biches
- Brinay
- Châtillon-en-Bazois
- Chougny
- Dun-sur-Grandry
- Limanton
- Mont-et-Marré
- Montigny-sur-Canne
- Ougny
- Tamnay-en-Bazois
- Tintury